# Sinfonía para violonchelo (Britten)

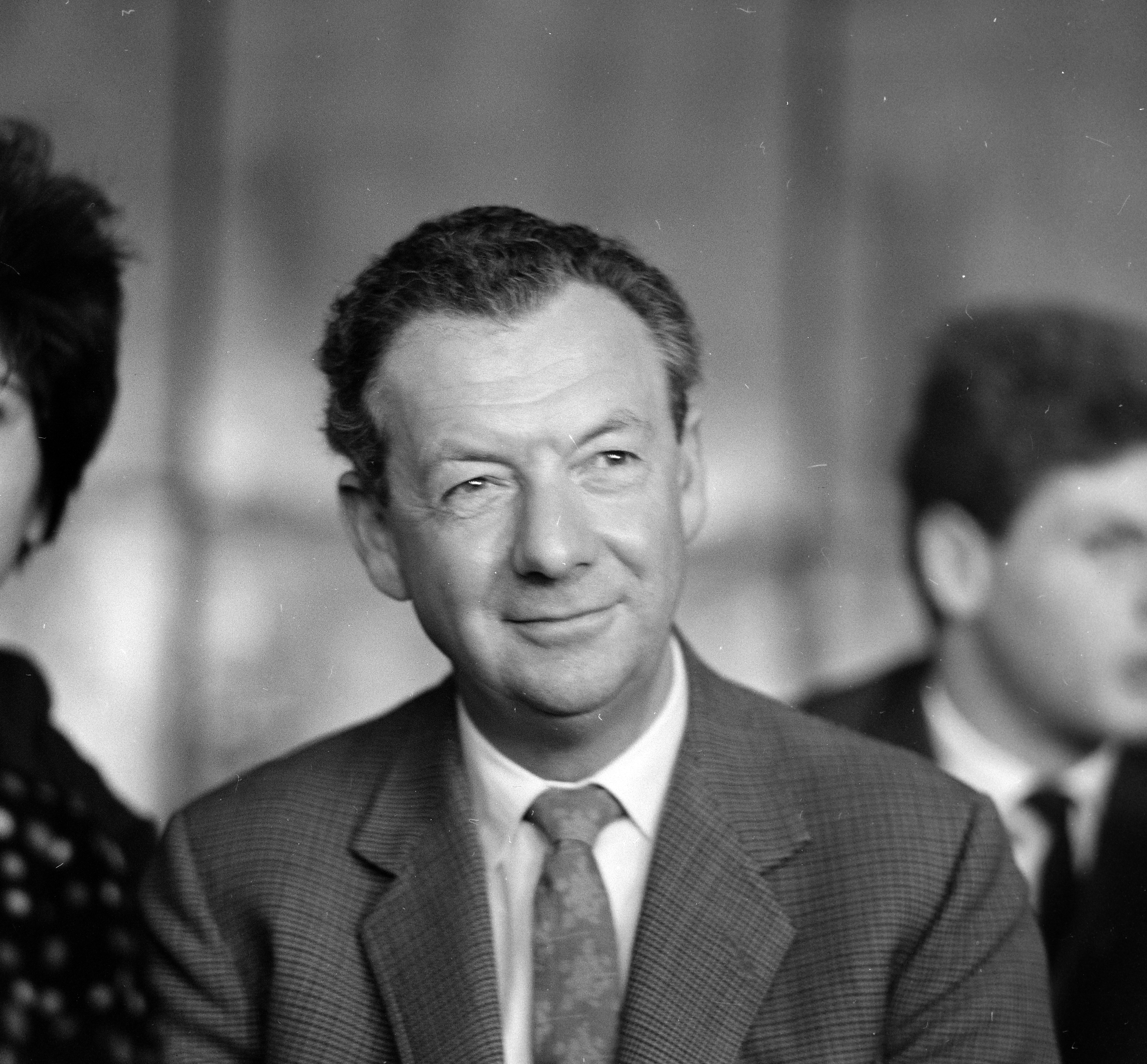
Britten en 1965.

La Sinfonía para violonchelo y orquesta o Sinfonía para violonchelo, Op. 68, fue escrita por Benjamin Britten en 1963. La obra está dedicada al violonchelista ruso Mstislav Rostropóvich.

## Historia

### Composición
La composición se desarrolló en 1963 especialmente para Mstislav Rostropóvich. Britten ya había compuesto para este extraordinario intérprete una Sonata para violonchelo; y con el tiempo también le dedicaría las tres Suites para violonchelo solo y el Tema "Sacher". La decisión del compositor de llamar sinfonía a una obra para violonchelo solista y orquesta, refleja un mayor equilibrio entre el solista y la orquesta que en el tradicional formato de concierto.

### Estreno

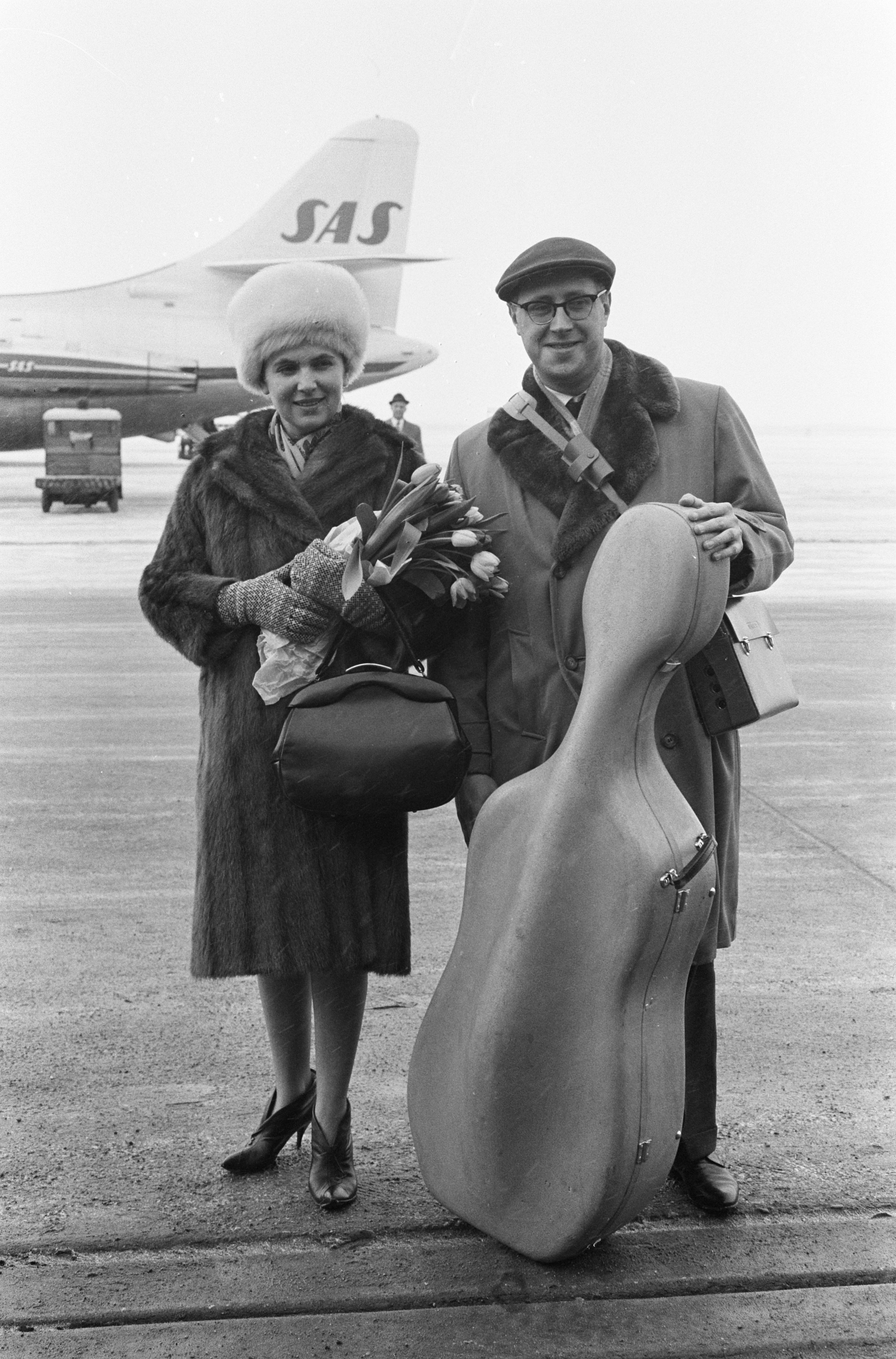
Mstislav Rostropóvich, dedicatario de la obra y violonchelista del estreno, con su esposa Galina.

El estreno se celebró el 12 de marzo de 1964 en Moscú con la interpretación de Mstislav Rostropóvich junto a la Orquesta Filarmónica de Moscú bajo la batuta del propio compositor.

## Estructura y análisis
La sinfonía consta de cuatro movimientos: 
- I. Allegro maestoso
- II. Presto inquieto
- III. Adagio – cadenza ad lib
- IV. Passacaglia. Andante allegro

La interpretación de esta obra dura aproximadamente entre 30 y 35 minutos. Se estructura en los cuatro movimientos más propios del género sinfónico que del concierto, aunque los dos últimos movimientos están unidos por una cadenza. La pieza es tan exigente como la de cualquier concierto, la parte solista se integra en la estructura de la orquesta, alternando motivos melódicos y roles secundarios con otros instrumentos.